# Chisum
Chisum é um filme norte-americano de 1970, do gênero faroeste, dirigido por Andrew V. McLaglen e estrelado por John Wayne e Forrest Tucker.

## A produção

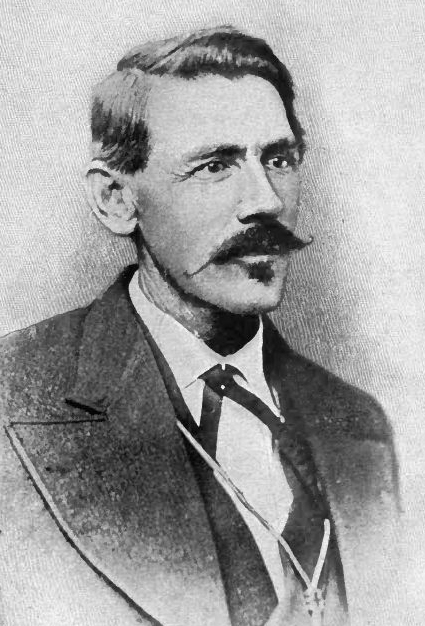
John Simpson Chisum (1824-1884), o famoso "barão do gado" em cuja vida o filme é baseado.

Um dos raros filmes de John Wayne a ter fatos históricos como pano de fundo, Chisum é livremente baseado na vida do rico fazendeiro John Simpson Chisum, o homem mais poderoso do Novo México na época do Velho Oeste.
No tempo em que foi feito, era comum cineastas manipularem a "verdadeira" história do Oeste como forma de acusar a sociedade norteamericana. Chisum, entretanto, usa um personagem real para criar uma nova lenda dentro da velha tradição. Não é à toa que, um ano após The Wild Bunch revolucionar o faroeste, o filme tenha sido realizado à maneira antiga, como Hollywood continuaria a fazer ainda durante algum tempo.
O nome de Chisum está intimamente ligado à Guerra do Condado de Lincoln (1878) e, consequentemente, a Billy the Kid que nela tomou parte. Ao contrário do que mostra o filme, no entanto, o Chisum real não era nenhum santo - ele era, isto sim, um impiedoso acumulador de terras. O roteiro mostra-o sem emoções, como se fosse uma estátua, um monumento ao individualismo norteamericano, um homem que cavou um império em meio à selvageria generalizada e que o governou sob o lema da Justiça para todos.
Não é por acaso que Chisum era apreciado por Richard Nixon, que chegou a citá-lo em um famoso discurso, onde enaltece a maneira com que a produção trata a Lei. A crítica, porém, prefere destacar o trabalho do diretor de fotografia William H. Clothier.
Grande sucesso de público, o filme rendeu seis milhões de dólares.

## Sinopse
John Chisum, um dos fundadores da cidadee Lincoln, está preocupado com Lawrence Murphy, que tem adquirido todas as terras do condado de forma fraudulenta. Quando finalmente pede ajuda da Lei, Chisum percebe que Murphy também já a tem em suas mãos. Só resta a ele e a seu amigo Henry Tunstall declararem guerra ao celerado para repor o trem nos trilhos. Para isso, são contratados dois pistoleiros—Pat Garrett e Billy the Kid.

## Principais premiações
| Prêmio        | Categoria              | Situação                    |
| ------------- | ---------------------- | --------------------------- |
| Golden Laurel | Melhor Ator John Wayne | Vencedor[carece de fontes?] |

## Elenco
| Ator/Atriz         | Personagem      |
| ------------------ | --------------- |
| John Wayne         | John Chisum     |
| Forrest Tucker     | Lawrence Murphy |
| Christopher George | Dan Nodeen      |
| Ben Johnson        | James Pepper    |
| Glenn Corbett      | Pat Garrett     |
| Andrew Prine       | Alex McSween    |
| Bruce Cabot        | Xerife Brady    |
| Patric Knowles     | Henry Tunstall  |
| Richard Jaeckel    | Jess Evans      |
| Lynda Day          | Sue McSween     |
| Geoffrey Deuel     | Billy the Kid   |
| Pamela McMyler     | Sallie Chisum   |
| John Agar          | Amos Patton     |
| Lloyd Battista     | Neemo           |
| Robert Donner      | Bradley Morton  |